# Jairo Mungaray
Jairo Mungaray (Magdalena de Kino, Sonora; 23 de enero de 2001) es un futbolista mexicano, juega como delantero y su equipo actual es el Tepatitlán de la Liga de Expansión MX.

## Trayectoria
Formación en Atlas Fútbol Club
Empezó jugando en las fuerzas básicas del Atlas Fútbol Club con la categoría sub-15. También tuvo actividad en la categoría sub-17 y sub-20 logrando llegar a varias finales.
Debutó en Primera División el 25 de julio de 2020 al entrar de cambio por Javier Abella en una derrota de su equipo por 3-1 ante Xolos de Tijuana.

### Mazorqueros Fútbol Club
A mediados de 2022 se incorpora a Mazorqueros FC, equipo que acababa de ser campeón de Serie A de Liga Premier, aunque ahora afrontaba la Serie B. Con Mazorqueros jugó 9 partidos y metió 2 goles.

### Tepatitlán Fútbol Club
En 2023 llega a Tepatitlán FC, debutando con los alteños el 4 de enero de 2023 al entrar de cambio por Edson Rivera en una derrota de su equipo por 1-0 ante Venados Fútbol Club. Su primer gol fue el 18 de enero de 2023, en una victoria de su equipo por 0-2 ante Alacranes de Durango.